# Renato Soru
Renato Soru (Sanluri, 6 de agosto de 1957) es un empresario, político y ejecutivo italiano, fundador de Tiscali y de la disuelta Andala UMTS, así como presidente de la Región de Cerdeña de 2004 a 2009.

## Biografía
Hijo de Egidio Soru, empleado administrativo en la escuela local, y de Gigetta Spada, propietaria de una pequeña tienda de comestibles, Renato Soru pasó la primera parte de su vida en Sanluri. Graduado en el liceo clásico con 48/60, se inscribió en 1976 en el curso de Economía y Disciplinas Sociales (DES) en la Facultad de Economía de la Università Bocconi de Milán. Abandonó la universidad en 1981, justo antes de la tesis, para iniciar una actividad empresarial en el sector de la gran distribución. Posteriormente, defendió su tesis en teoría monetaria y se graduó en 1999 a la edad de 42 años.
En 1986, habiendo ya iniciado un negocio en Cerdeña, regresó a trabajar en Milán. Después de un breve período en A. Lazender, una empresa activa en el campo de la innovación financiera, fue contratado por Tancredi Bianchi y participó en la fundación de CBI Merchant en 1987, un merchant bank constituido por bancos privados italianos, tras la liberalización en Italia de la actividad de banca de inversión. En 1992, después de trabajar entre Londres y Milán, en el área del trading de divisas y bonos del estado, regresó a Cerdeña.

## Carrera empresarial
Comienza su carrera como empresario durante la universidad, transformando y ampliando el negocio familiar al abrir un primer supermercado en 1978, seguido rápidamente por otro.
En 1992, después de dejar su trabajo en CBI Merchant, donde ocupaba el cargo de vicedirector general, regresa a Cerdeña y dirige su actividad empresarial hacia la gran distribución, construyendo dos importantes centros comerciales en Oristano y Olbia, este último diseñado por Aldo Rossi. Al mismo tiempo, atraído por las oportunidades especulativas en los mercados de la nueva Europa tras la Revolución de Terciopelo, inicia una actividad inmobiliaria en Praga con la idea de repetir la experiencia de los centros comerciales.
En Chequia, funda en 1994 Czech On Line con el empresario cagliaritano Nicola Grauso, el primer proveedor de servicios de Internet del país. Este éxito, que se expande desde Praga con su propia red en todo el país, se logra también gracias a la instalación de la primera red de fibra óptica en las vías férreas checas. En 1998, Czech On Line es vendida a un fondo de private equity y posteriormente a Telekom Austria.
En 1997, Soru regresa a Italia, donde en enero de 1998 funda Tiscali, gracias también a los ingresos de la venta de Czech On Line.
Nacida en Cagliari como una empresa local después de la liberalización del mercado de las telecomunicaciones en Italia, Tiscali obtiene de inmediato la segunda licencia nacional y expande rápidamente su actividad a nivel nacional. En marzo de 1999, lanza el primer servicio de acceso gratuito a Internet en Italia.
Tiscali crece hasta convertirse en uno de los proveedores de servicios de Internet más importantes del mundo, destacándose como una alternativa de bajo costo a la telefonía tradicional y saliendo a bolsa en 1999. En pocos meses, alcanza una capitalización de 30 000 mil millones de liras en Piazza Affari; Soru, quien controlaba el 70%, se convierte en uno de los pocos italianos incluidos en la lista de Forbes.
Gracias a la cotización en bolsa, Tiscali recauda recursos financieros para respaldar el proyecto de expansión que la convierte en un player paneuropeo. En los primeros años de 2000, Tiscali se embarca en una serie de importantes adquisiciones de proveedores de servicios de Internet en Europa. El objetivo de la empresa era ofrecer servicios de Internet a nivel internacional y competir con los grandes players de ultramar y los exmonopolistas de la telefonía. En 2004, la compañía alcanza la marca de 1.3 millones de usuarios de ADSL. El mismo año marca un cambio en la estrategia de la empresa, que opta por centrar sus actividades en el territorio nacional y en el Reino Unido, desinvirtiendo gradualmente en otras actividades europeas. En ese mismo año, Soru deja sus funciones en Tiscali para dedicarse a la política, retomando el liderazgo de la empresa en 2009.

## Carrera política
En 2004, es elegido presidente de la Región de Cerdeña después de renunciar como presidente del consejo de administración de Tiscali.
De las mayor 
Durante su mandato, entre las leyes promulgadas, las más importantes han sido las siguientes:

### Políticas a favor de la educación
La administración regional encabezada por Renato Soru fue especialmente activa en el ámbito de la educación y, en general, en políticas a favor del conocimiento. Destaca el programa "master and back", que permitió a aproximadamente 4000 estudiantes sardos especializarse a través de programas de alta formación (maestrías de segundo nivel, doctorados PhD, pasantías y programas de alta formación artística y musical), dando preferencia a las universidades más prestigiosas, sobre todo en el extranjero, lo que de otra manera sería inaccesible para muchos estudiantes e investigadores. ¿Esto significa que se favorecieron las colaboraciones científicas en detrimento del mérito?
En 2006, se inició el programa "Sardegna speaks english", financiado con 20 millones de euros para facilitar una alfabetización masiva en el idioma inglés a través de cursos gratuitos de varios niveles y contribuciones para la obtención de certificaciones internacionales.